# Water Lily
Pour plus de détails, voir Fiche technique et Distribution.
Water Lily est un film américain réalisé par George Ridgwell, sorti en 1919.

## Synopsis
Genevieve Connors, une jeune femme qui vit dans un taudis, est emmenée dans la maison de campagne de la riche Mme Vanderbeck pour une semaine de vacances. Bien qu'Evelyn Carlisle, un voisin, en parle comme d'un "chat de gouttière", son cousin Dick montre de l'intérêt pour elle après l'avoir sauvée lorsque son canoë s'est retourné. Il ramasse des nénuphars pour elle et remarque que leur parfum et leur pureté n'a pas été contaminée par la vase dans laquelle ils prennent racine. Il lui fait prendre des cours de secrétariat et lui promet un travail chez son frère. Dick, sur le point de partit à la guerre, retrouve accidentellement Genevieve...

## Fiche technique
- Titre original : Water Lily
- Réalisation : George Ridgwell
- Scénario d'après une histoire de Lillian Case Russell
- Photographie : Harry Leslie Keepers
- Société de production : Triangle Film Corporation
- Société de distribution : Triangle Distributing Corporation
- Pays d’origine :  États-Unis
- Langue originale : anglais
- Format : noir et blanc — 35 mm — 1,37:1 — Film muet
- Genre : drame
- Durée : 5 bobines
- Date de sortie :
  - États-Unis : 18 mai 1919
- Licence : domaine public

## Distribution
- Alice Mann : Genevieve Conners
- Emil De Varney : Jim Conners
- Philip Yale Drew : Dick Carlisle
- Francis Mann : Evelyn Carlisle
- Donald Hall : Willard Carlisle
- Eloise Hampton : Mme Lawson
- Charles A. Robins : Biff Dunton
- Edgar Wedd : Dwight Lawson
- Leatrice Joy